# Musée Maurice Carême
Le musée Maurice Carême (en néerlandais : Maurice Carême Museum) est situé à Anderlecht en Région bruxelloise. Il est consacré au poète Maurice Carême qui y vécut de 1933 à 1978.
Après sa mort, conformément à ses vœux, sa maison surnommée la maison blanche est devenue un musée. L'intérieur, le mobilier et la décoration renvoient l'atmosphère dans laquelle vivait et travaillait Maurice Carême. Une partie du musée comprend également les archives du poète, parmi lesquelles ses manuscrits, ainsi qu'une bibliothèque consacrée à sa vie et à son œuvre. Y sont également conservées des œuvres de ses amis artistes comme Félix De Boeck, Luc De Decker, Marcel Delmotte, Paul Delvaux, Lismonde, Léon Navez, Roger Somville, Henri-Victor Wolvens, etc.
Le musée Maurice Carême présente une collection de partitions et d'enregistrements de musique inspirés par l'œuvre du poète, ainsi que de nombreuses lettres échangées avec notamment Michel de Ghelderode, Paul Fort, Jules Supervielle, Thomas Owen, Gaston Bachelard et le compositeur Carl Orff, qui a mis en musique le poème La Litanie des écoliers.